# Exidy Sorcerer

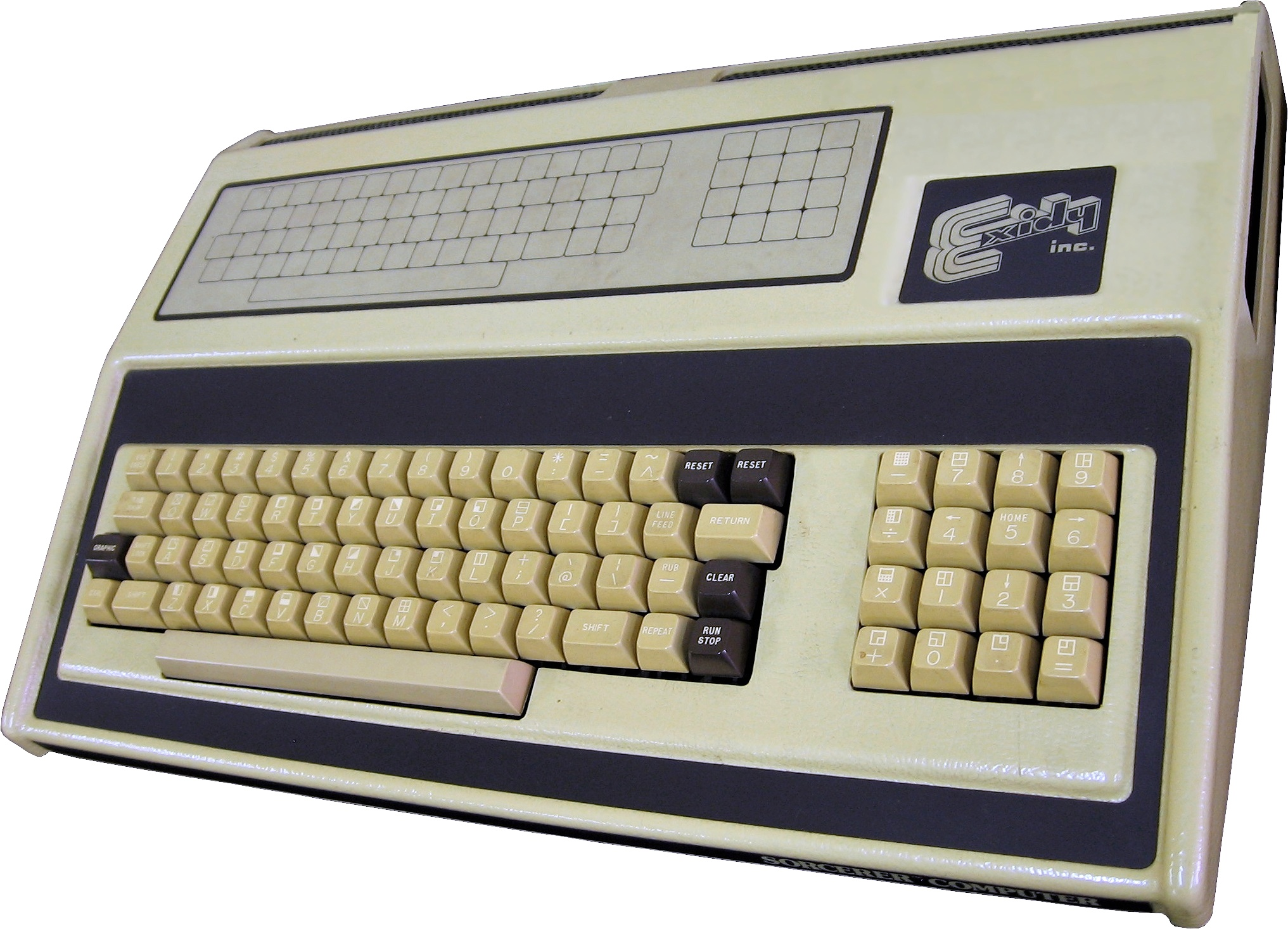
Un Exidy Sorcerer.

L'Exidy Sorcerer a été historiquement le premier (1978) ordinateur personnel permettant de définir son propre jeu de caractères. À titre indicatif, cette fonctionnalité venait d'être annoncée la même année chez IBM sur la gamme d'écrans pour mainframes 3278 PS.
Ses objectifs étaient de combiner le meilleur du moment :
- Possibilités graphiques du PET de Commodore.
- Flexibilité du TRS80 de Tandy

et d'y ajouter un confort de son cru :
- Majuscules et minuscules en standard (et non par ajouts logiciels)
- Jeu de cartouches ROM interchangeables transformant le Sorcerer à volonté en :
  - Ordinateur personnel avec BASIC (Microsoft en deux versions de cartouches)
  - Traitement de texte évolué pour l'époque
  - Console de jeux (Exidy était un des leaders technologiques du jeu d'arcades avec Star Fire)

En 1980, la fabrication fut abandonnée aux États-Unis, mais continua en Europe pendant trois ans sous licence aux Pays-Bas.

## Capacités graphiques
Les capacités graphiques de l'Exidy Sorcerer étaient impressionnantes pour l'époque. Ne prenant en charge que les images en noir et blanc, il permettait une résolution relativement élevée de 512 x 240 points. Le Sorcerer utilisait pour cela une méthode unique : en plaçant la police de 128 caractères ASCII les plus importants dans la RAM, l'utilisateur pouvait modifier les caractères lui-même. Il suffit ensuite d'utiliser les caractères modifiés dans la mémoire vidéo, de 64 caractères sur 30 lignes, permettant de "dessiner" très rapidement. 
Ci-dessus, les 128 caractères standard étaient fixes et stockés dans la mémoire ROM. La résolution par caractère était de 8 x 8 bits.